# McLaren MP4-20
El McLaren MP4-20 fue un monoplaza de Fórmula 1 que fue construido por McLaren. Fue diseñado por Adrian Newey y Mike Coughlan, y presentado al comienzo de la temporada 2005.

## Temporada 2005
El coche fue rápido pero no confiable en las pruebas y mientras Kimi Räikkönen usó el monoplaza lo mejor que pudo en la primera parte de la temporada, Juan Pablo Montoya inicialmente tuvo problemas para familiarizarse con la configuración y técnica de conducción inusual que el coche requería sobre el chasis Williams al que estaba acostumbrado. Él no fue ayudado por una lesión fuera de pista que lo puso en dos carreras a principios de año. Sus suplentes para esas 2 carreras, Pedro de la Rosa para Baréin y Alexander Wurz para San Marino terminaron quintos (incluyendo la vuelta más rápida) y terceros respectivamente. El colombiano finalmente se conformó con el auto y anotó tres victorias y varios podios.
El motor Mercedes fue el más potente ese año pero sufrió problemas de fiabilidad que le costaron a Räikkönen el Campeonato Mundial y a McLaren el Campeonato de Constructores, a pesar de que el equipo británico ganó 10 carreras para las 8 victorias de Renault. El finlandés ganó siete carreras y estaba en condiciones de ganar al menos otras tres, pero la falta de fiabilidad del coche le costó el título, mientras que Montoya también sufrió problemas de confiabilidad que le costaron una potencial victoria en Hungría y un posible podio en Francia y China.
El desarrollo continuo durante todo el año hizo que el MP4-20 sea el coche más rápido en la Fórmula 1 desde mediados de temporada, como se vio por la cantidad de pole positions y vueltas más rápidas acumuladas por Räikkönen y Montoya.

Kimi y McLaren terminaron segundos en sus respectivos campeonatos, mientras que Montoya terminó cuarto en la clasificación de pilotos.

## Resultados
(Clave) (negrita indica pole position) (cursiva indica vuelta rápida)

| Año     | Motor                   | Neu. | N.º | Pilotos            | 1   | 2   | 3   | 4   | 5   | 6   | 7   | 8   | 9   | 10  | 11  | 12  | 13  | 14  | 15  | 16  | 17  | 18  | 19  | Puntos | Pos. |
| ------- | ----------------------- | ---- | --- | ------------------ | --- | --- | --- | --- | --- | --- | --- | --- | --- | --- | --- | --- | --- | --- | --- | --- | --- | --- | --- | ------ | ---- |
| 2005    | Mercedes FO110R 3.0 V10 | M    |     |                    | AUS | MYS | BHR | SMR | ESP | MON | EUR | CAN | USA | FRA | GBR | GER | HUN | TUR | ITA | BEL | BRA | JPN | CHN | 182    | 2.º  |
| 2005    | Mercedes FO110R 3.0 V10 | M    | 9   | Kimi Räikkönen     | 8   | 9   | 3   | Ret | 1   | 1   | 11† | 1   | DNS | 2   | 3   | Ret | 1   | 1   | 4   | 1   | 2   | 1   | 2   | 182    | 2.º  |
| 2005    | Mercedes FO110R 3.0 V10 | M    | 10  | Juan Pablo Montoya | 6   | 4   |     |     | 7   | 5   | 7   | DSQ | DNS | Ret | 1   | 2   | Ret | 3   | 1   | 14† | 1   | Ret | Ret | 182    | 2.º  |
| 2005    | Mercedes FO110R 3.0 V10 | M    | 10  | Pedro de la Rosa   |     |     | 5   |     |     |     |     |     |     |     |     |     |     |     |     |     |     |     |     | 182    | 2.º  |
| 2005    | Mercedes FO110R 3.0 V10 | M    | 10  | Alexander Wurz     |     |     |     | 3   |     |     |     |     |     |     |     |     |     |     |     |     |     |     |     | 182    | 2.º  |
| Fuente: |                         |      |     |                    |     |     |     |     |     |     |     |     |     |     |     |     |     |     |     |     |     |     |     |        |      |